# Kraftschlag
Kraftschlag war eine 1989 gegründete Rechtsrock-Band aus Itzehoe. Die Band war in der Neonazi-Szene eingebettet und pflegte enge Beziehungen zu dem in Deutschland verbotenen Neonazi-Netzwerk Blood and Honour. Sie löste sich 2018 auf.

## Geschichte
Die Besetzung der Band um den Sänger Jens-Uwe Arpe (* 10. Mai 1970; † 21. Juni 2024) wechselte bereits häufig. So spielten unter anderem Steve Bramekamp von Entwarnung, Mattze von Soldiers of Freedom, Klapmeier von Ostseefront und Miika von Mistreat mit. Haiko Feyerabend, Gründungsmitglied der Band, gehörte der FAP an. Die Band pflegt insbesondere Kontakte zu Musikern aus dem Blood-and-Honour-Umfeld in Skandinavien, woraus einige Split-CDs hervorgingen. Arpe, der zeitweise in Schweden wohnhaft war, war an der Herstellung der neonazistischen Blood-and-Honour-Verkaufsvideos Kriegsberichter beteiligt und arbeitete auch für den dänischen Neonazi-Musik-Versand NS88-Records.
Die Tonträger der Gruppe sind wegen ihrer volksverhetzenden Inhalte überwiegend indiziert, im Falle der Alben Trotz Verbot nicht tot und Nordwind auch eingezogen.
Frontmann Jens Uwe Arpe gehörte mit zu den aktivsten Kräften der rechtsextremistischen Musikszene Deutschlands. Er hat in unzähligen anderen rechtsextremen Bands mitgewirkt oder diese zumindest aus dem Hintergrund betreut. Ebenso war er an internationalen Neonazi-Projekten beteiligt (hauptsächlich in Skandinavien) und ein guter Freund von Marcel Schilf, dem ebenfalls inzwischen verstorbenen Betreiber des Labels NS88, das von Dänemark aus rassistische und volksverhetzende CDs, unter anderem auch von Kraftschlag illegal nach Deutschland versendete. Arpe wurde schon mehrfach zu Bewährungs- und Gefängnisstrafen verurteilt, so 1993 vom Amtsgericht Itzehoe zu einer siebenmonatigen Bewährungsstrafe wegen gemeinschaftlicher Volksverhetzung und 1999 wegen Verwendens von Kennzeichen verfassungswidriger Organisationen, Volksverhetzung, Billigung von Straftaten, Beleidigung und Verunglimpfung des Andenkens Verstorbener zu zwei Jahren Freiheitsstrafe ohne Bewährung.
Bei einem Konzert im September 1996 in Wuppertal vor etwa 50 Neonazis hatte Arpe die Anschläge von Mölln, Hoyerswerda, Rostock und Solingen ebenso gebilligt wie die Vernichtung der Juden im Nationalsozialismus. Der Holocaust wurde dabei teils geleugnet, teils gebilligt. Die von ihm aufgepeitschten Zuhörer quittierten seine Aufführung mit Hitlergruß und nationalsozialistischen Parolen.
Bereits Anfang der 1990er wurde die damalige Bandbesetzung in Spiegel TV, in der auch Auszüge des rassistischen und den Ku-Klux-Klan verherrlichenden Stückes Klansman („weiße Rasse und reines Blut. Wir sind Klansmen. ‚Watch out black man und sei auf der Hut‘“) gezeigt wurden, nach ihrer Meinung zu den sich damals häufenden Brandanschlägen auf Asylbewerberheime und Wohnhäuser ausländischer Bürger befragt. Ein Mitglied äußerte sich dahingehend, dass er nicht traurig über die Vorkommnisse sei und es begrüßen würde, wenn sie sich mehren.
Aufgrund zahlreicher Auftrittsverbote absolvierte die Band fast nur noch Konzerte außerhalb Deutschlands. Ihren ersten Live-Auftritt nach einem Konzert 1999 in Dessau hatte die Band 2004 auf dem Pressefest der NPD-Parteizeitung Deutsche Stimme in Mücka. Ein weiteres Konzert auf dem NPD-Open-Air Rock für Deutschland am 9. Juli 2005 sagte Kraftschlag aufgrund von Auflagen durch die Stadt Gera ab.
2004 erschien das Album Götter des Krieges. Auf diesem Album war Michael Regener, der ehemalige Sänger von Landser und Die Lunikoff Verschwörung, an zwei Liedern als Sänger beteiligt. Ein Jahr später erschien das Best-Of-Album Die wilden Jahre – Hits vom Index. Hier wurden die alten Lieder im Metal-Stil gespielt. Die beanstandeten Passagen der Lieder wurden herausgenommen und durch harmlosere, neue Texte ersetzt.
Unter dem Namen Kraftschlag Solo existiert ein Projekt von Jens Arpe mit den Musikern der schwedischen Band Odins Änglar. Sie veröffentlichten bisher die Alben Weiße Musik (1997) und Weiße Musik 2 (1999).
Die Band löste sich 2018 nach knapp 30 Jahren auf.
Weitere Mitglieder sind außerdem an Camulos und Soldiers of Freedom beteiligt.
Mitglieder der Live Besetzung von Kraftschlag spielen heute bei dem Rechtsrock-Bandprojekt „Sick Society“ (PC-Records).

## Bedeutung
Insbesondere die ersten, radikalen Veröffentlichungen der Band gelten in der rechten Szene als Meilenstein des Rechtsrocks. Mit der zunehmenden Legalisierung der Texte Mitte der 2000er Jahre schwand zwar die Bedeutung der Band innerhalb der Szene, dennoch gilt Kraftschlag heute als eine der einflussreichsten und international bekanntesten Bands in der White-Power-Szene.

## Veröffentlichungen
- 1990: Kraftschlag (Demotape), indiziert[10]
- 1991: Im Namen des Führers (Demotape), indiziert[11]
- 1991: Live in Weimar (Demotape), indiziert[10]
- 1992: Trotz Verbot nicht tot, indiziert[12], eingezogen am 15. Juli 1994[3]
- 1993: Unsere Zukunft, indiziert[13]
- 1995: Nordwind, indiziert[14], eingezogen am 16. April 1998[4]
- 1996: Waffenbrüder Split-CD mit Mistreat (Finnland), indiziert[15]
- 1996: Alles oder nichts (Funny Sounds)
- 1996: Rechtsrock
- 1996: Gegenwind, indiziert[16]
- 1996: Festung Europa, indiziert[17]
- 1997: Weltmeister '98 (Mini-CD)
- 1997: Nach zehn Jahren/After 10 years
- 1997: Weiße Musik (als Kraftschlag Solo)
- 1998: Deutsch geboren
- 1999: Weiße Musik II (Kraftschlag Solo)
- 1999: Mein Name ist Deutschland
- 2001: Voor Rike/Unser Reich, veröffentlicht unter dem Namen Northman, Zusammenarbeit mit der schwedischen Band Storm
- 2003: Musik Attacke
- 2004: Götter des Krieges, indiziert[18]
- 2005: Die wilden Jahre – Hits vom Index, indiziert[19]
- 2007: Reinheit Verpflichtet, indiziert[20]
- 2011: Zum Siegen verdammt, indiziert nach Liste A 6. Mai 2011
- 2016: Es beginnt auf FreilichFrei – Acoustic Covers
- 2020: Hits vom Index 2

Indiziert ist außerdem noch das Bootleg Live in Club Valhalla. Darüber hinaus sind Kraftschlag an über 30 Rechtsrock-Kompilationen beteiligt und gaben den indizierten Sampler Zu Gast bei uns zur Fußball-Weltmeisterschaft 2006 heraus.